# جاهون راد
جاهون راد (بالإنجليزية: Jahon Rad)‏ هو لاعب كرة قدم أمريكي في مركز الوسط، ولد في 13 يونيو 2001 في تشابل هيل في الولايات المتحدة. لعب مع سويب بارك رينجرز.

## وصلات خارجية
- جاهون راد على موقع قاعدة بيانات كرة القدم.إي يو (الإنجليزية)
- جاهون راد على موقع Soccerway.com (الإنجليزية)